# Sclerophylax cocuccii
Sclerophylax cocuccii är en potatisväxtart som beskrevs av Fulvio. Sclerophylax cocuccii ingår i släktet Sclerophylax och familjen potatisväxter. Inga underarter finns listade i Catalogue of Life.